# Rupert Carington
Rupert Francis John Carington (né le 2 décembre 1948), est un noble britannique, homme d'affaires et membre de la Chambre des lords qui succède à son père comme baron Carrington le 9 juillet 2018 . 
Depuis le début du règne de Charles III, il occupe la fonction de lord-grand-chambellan.

## Jeunesse et formation
Carrington est le troisième enfant et fils unique de Peter Carington, 6e baron Carrington (1919–2018), et de son épouse Iona née McClean (1920–2009) . 
Son père occupe plusieurs postes politiques de premier plan, dont ceux de secrétaire à la Défense et de secrétaire aux Affaires étrangères dans le premier ministère Thatcher, et de secrétaire général de l'OTAN. 
Sa mère est une fille de l'ingénieur civil et aviateur Francis McClean . Il a deux sœurs, Alexandra (née en 1943), mariée au capitaine Peter de Bunsen, et Virginia (née en 1946), mariée à Henry Cubitt, 4e baron Ashcombe (divorcé). 
Son ancêtre Thomas Smith est le fondateur de Smith's Bank . 
Il fait ses études au collège d'Eton et est diplômé de l'université de Bristol avec un baccalauréat ès sciences. 

## Carrière
Carrington travaille à la banque d'affaires Morgan, Grenfell & Co pendant 17 ans  avant de démarrer sa propre entreprise de conseil financier, Rupert Carington Limited, en 1987 ,. Il est actuellement président de Vietnam Infrastructure Ltd. et de Schroder AsiaPacific Fund, et conseiller international du groupe LGT. 
Carrington est nommé lieutenant adjoint du Buckinghamshire en novembre 1999. 
Il devient membre de la Chambre des lords en novembre 2018, après avoir remporté une élection partielle de pairs héréditaires Crossbench, à la suite du départ à la retraite de Lord Northbourne . 
Il est nommé lord-grand-chambellan lors de l'accession au trône du roi Charles III le 8 septembre 2022, succédant au 7e marquis de Cholmondeley.

## Mariage et enfants
Le  12 septembre 1989, il épouse Daniela Diotallevi (née en 1959). Ils ont trois enfants, : 
- Robert Carington (né le 7 décembre 1990, héritier présomptif)
- Francesca Carington (née le 24 juillet 1993)
- Isabella Iona Carington (née le 19 mai 1995)